# Laboratorio Galton

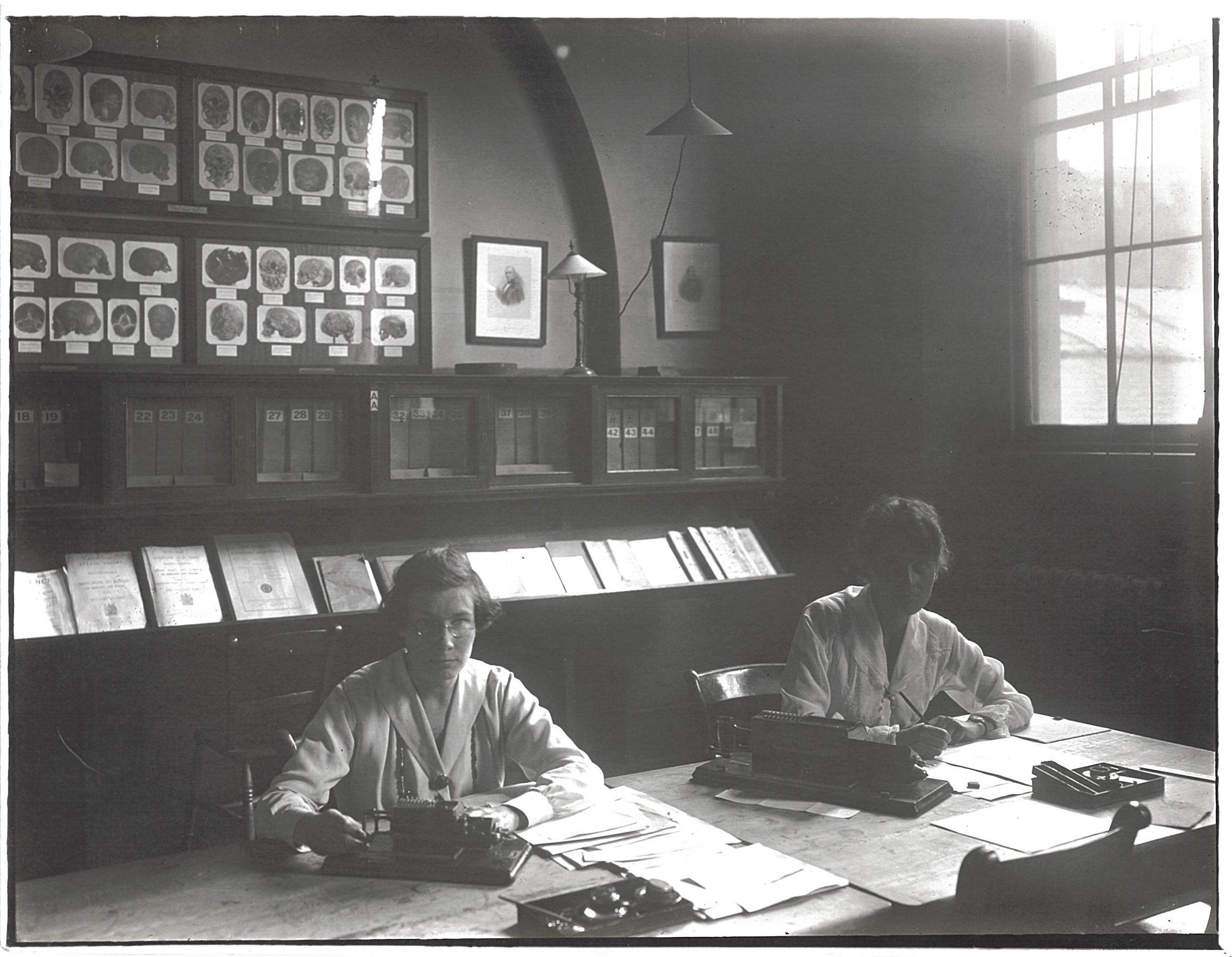
Dos mujeres en el Laboratorio de Galton.

El Laboratorio de Galton, era un laboratorio para investigar la eugenesia y luego la genética con sede en el University College de Londres (UCL), Inglaterra. Se estableció originalmente en 1904, y pasó a formar parte del departamento de biología de la UCL en 1996.
El antepasado del Laboratorio Galton era la Oficina de Registro de Eugenesia fundada por Francis Galton en 1904. En 1907 la Oficina se reconstituyó como el laboratorio de eugenesia Galton como parte de la UCL y bajo la dirección de Karl Pearson el profesor de Matemática Aplicada. 

Galton financió el Laboratorio y a su muerte dejó a la UCL suficiente dinero para continuar con este legado.

El Laboratorio publicó una serie de memorias y en 1925 Pearson creó los Anales de la eugenesia, que continúa como los Anales de Genética Humana. La revista siempre ha sido editado en el Galton.

Pearson fue sucedido como profesor por RA Fisher en 1934. Otros profesores fueron Lionel Penrose hasta 1965, Harry Harris a 1976 y Bette Robson hasta 1994. JBS Haldane fue catedrático de Biometría y fue sucedido por CAB Smith.
El Laboratorio de Galton se convirtió en parte del Departamento de Biología de la UCL en 1996.

## Los Profesores de Galton
- Karl Pearson 1911-1933
- Ronald Fisher 1933-1943
- Lionel Penrose ? -1965
- Harry Harris 1965-1976
- Bette Robson 1976-1994